# Lorne Cardinal
Lorne Cardinal (* 6. Januar 1964 in Sucker Creek, Alberta) ist ein kanadischer Schauspieler, Synchronsprecher, Filmproduzent und Filmregisseur.

## Leben
Cardinal wurde am 6. Januar 1964 im Indian reserve Sucker Creek geboren. Er gehört den Cree an und hat acht Geschwister. Er besuchte örtliche Schulen und erlangte 1993 als erster Angehörtiger der indigenen Völker seinen Bachelor of Fine Arts an der University of Alberta. Er spielte bei den Edmonton Druids RFC im Rugby-Union-Team. Seit dem 19. August 2010 ist er mit der Drehbuchautorin Monique Hurteau verheiratet.
Mitte der 1990er Jahre gab Cardinal als Episodendarsteller in verschiedenen Fernsehserien sein Schauspieldebüt für die Filmindustrie. Von 1995 bis 1997 stellte er in sechs Episoden der Fernsehserie North of 60 die Rolle des Daniel Deela dar. Ab demselben Jahr bis einschließlich 1999 war er in Jake and the Kid in der Rolle des Moses Lefthand  in insgesamt 21 Episoden zu sehen. 2011 stellte er in Snowmageddon – Hölle aus Eis und Feuer die Rolle des Larry dar. 2016 spielte er in den deutschen Fernsehfilmen Unser Traum von Kanada: Alles auf Anfang und Unser Traum von Kanada: Sowas wie Familie die Rolle des Harry. Hierbei wurde er von Eberhard Haar synchronisiert. 2020 war er in acht Episoden der Fernsehserie FBI: Most Wanted in der Rolle des Nelson Skye zu sehen.
Als Synchronsprecher war er 2015 im Animationsfilm Jagdfieber 4: Ungebetene Besucher in der Rolle des Gordy zu hören. 2016 übernahm er für den Dokumentarfilm Chasing Lear Tätigkeiten als Regisseur, Produzent und Drehbuchautor. Von 2018 bis 2021 sprach er die Rolle des Sgt. Davis Quinton in der Zeichentrickserie Corner Gas Animated. Für seine dortigen Leistungen wurde er 2021 mit dem Canadian Screen Award ausgezeichnet.
Cardinal ist seit vielen Jahrzehnten als Theaterschauspieler tätig. Im Januar 2022 eröffnete er das The Lorne Cardinal Theatre in Edmonton.

## Filmografie (Auswahl)

### Schauspiel
- 1994: Wildes Land – Die Serie (Lonesome Dove: The Series, 2 Episoden)
- 1994: Lederstrumpf (Hawkeye, Fernsehserie, Episode 1x04)
- 1995: Kaltes Feuer (Frostfire, Fernsehfilm)
- 1995: Tecumseh (Fernsehfilm)
- 1995–1997: North of 60 (Fernsehserie, 6 Episoden)
- 1995–1999: Jake and the Kid (Fernsehserie, 21 Episoden)
- 1996: Crazy Horse (Fernsehfilm)
- 1997: Suche nach der Vergangenheit (Out of Nowhere, Fernsehfilm)
- 1998: Big Bear (Miniserie, 2 Episoden)
- 1999: Der Killer aus der Wildnis (In the Blue Ground)
- 1999: The Strange Case of Bunny Weequod (Kurzfilm)
- 1999: The City (Fernsehserie, 4 Episoden)
- 1999: Exhibit A: Secrets of Forensic Science (Fernsehserie, Episode 3x02)
- 2000: Thin Air (Fernsehfilm)
- 2000–2001: Canada: A People’s History (Fernsehdokuserie, 5 Episoden, verschiedene Rollen)
- 2001: The Associates (Fernsehserie, Episode 1x04)
- 2001–2002: Blackfly (Fernsehserie, 11 Episoden)
- 2002: Relic Hunter – Die Schatzjägerin (Relic Hunter, Fernsehserie, Episode 3x13)
- 2002: Insomnia – Schlaflos (Insomnia)
- 2003: Another Country (Fernsehfilm)
- 2003: Gefangen im ewigen Eis – Die Geschichte der Dr. Jerri Nielsen (Ice Bound, Fernsehfilm)
- 2003: Fallen Angel (Fernsehfilm)
- 2004–2008: Renegadepress.com (Fernsehserie, 11 Episoden)
- 2004–2009: Corner Gas (Fernsehserie, 107 Episoden)
- 2005: Distant Drumming: A North of 60 Mystery (Fernsehfilm)
- 2005–2010: Wapos Bay: The Series (Fernsehserie, 33 Episoden)
- 2006: The Road to Christmas (Fernsehfilm)
- 2007: Elijah (Fernsehfilm)
- 2007: Tkaronto
- 2007: I'm Not the Indian You Had in Mind (Kurzfilm)
- 2008: Roxy Hunter und das Geheimnis des Schamanen (Roxy Hunter and the Secret of the Shaman, Fernsehfilm)
- 2008: Moccasin Flats: Redemption (Fernsehfilm)
- 2008: Cafe Utopia: Cinéma Trip Tych (Kurzfilm)
- 2008: Palace (Kurzfilm)
- 2009: Wolf Canyon (Fernsehfilm)
- 2010: Flicka 2 – Freunde fürs Leben (Flicka 2)
- 2010: Rust
- 2011: Wapos Bay: Long Goodbyes
- 2011: Level Up (Fernsehfilm)
- 2011: Snowmageddon – Hölle aus Eis und Feuer (Snowmageddon, Fernsehfilm)
- 2011: Higher Ground (Kurzfilm)
- 2012: Arctic Air (Fernsehserie, 4 Episoden)
- 2012: Primeval: New World (Fernsehserie, Episode 1x02)
- 2012: Path of Souls
- 2012–2013: Level Up (Fernsehserie, 2 Episoden)
- 2013: The Shape of Rex
- 2013: Pilgrims (Kurzfilm)
- 2013: If I Had Wings
- 2014: Far from Home (Fernsehfilm)
- 2014: Fargo (Fernsehserie, Episode 1x09)
- 2014: Corner Gas: The Movie
- 2015: Disorder (Kurzfilm)
- 2015: Into the Forest
- 2016: Unser Traum von Kanada: Alles auf Anfang (Fernsehfilm)
- 2016: Unser Traum von Kanada: Sowas wie Familie (Fernsehfilm)
- 2016: Going for Broke (Fernsehserie, Episode 1x01)
- 2016: Brewstars (Kurzfilm)
- 2016: Gods Acre (Kurzfilm)
- 2016: Shut Eye (Fernsehserie, Episode 1x03)
- 2017: Limina (Kurzfilm)
- 2017: The Adventure Club
- 2017: No Reservations (Kurzfilm)
- 2017: Emma Fielding Mysteries (Miniserie, Episode 1x01)
- 2017: Royal Canadian Air Farce (Fernsehserie)
- 2017: Never Steady, Never Still
- 2017: Kayak to Klemtu
- 2017: The Humanity Bureau – Flucht aus New America (The Humanity Bureau)
- 2017: Unintentional Mother (Kurzfilm)
- 2017–2019: Tin Star (Fernsehserie, 2 Episoden)
- 2018: Good Girls Don't (Kurzfilm)
- 2018: The Bad Seed (Fernsehfilm)
- 2018: Welcome to Christmas (Fernsehfilm)
- 2018: Wynter (Fernsehfilm)
- 2019: Janette Oke: Die Coal Valley Saga (When Calls the Heart, Fernsehserie, Episode 6x03)
- 2019: Henry's Heart (Kurzfilm)
- 2019–2021: Canadian Reflections (Fernsehserie, 2 Episoden, verschiedene Rollen)
- 2020: FBI: Most Wanted (Fernsehserie, 8 Episoden)
- 2021: Run Woman Run
- 2021: Big Sky (Fernsehserie, Episode 1x10)
- 2021: Kung Fu (Fernsehserie, Episode 1x09)
- 2021: Mystery 101 (Fernsehserie, Episode 1x07)
- 2022: Pretty Hard Cases (Fernsehserie, 2 Episoden)
- 2022: Rutherford Falls (Fernsehserie, Episode 2x03)

### Synchronisationen
- 2001: Wumpa's World (Animationsserie)
- 2015: Jagdfieber 4: Ungebetene Besucher (Open Season: Scared Silly, Animationsfilm)
- 2017: The Great Northern Candy Drop (Zeichentrickfilm)
- 2018–2021: Corner Gas Animated (Zeichentrickserie, 48 Episoden)
- seit 2019: Molly of Denali (Zeichentrickserie)
- 2021: Back Home Again (Zeichentrickfilm)

### Regie
- 2005–2008: Renegadepress.com (Fernsehserie, 6 Episoden)
- 2006: Moccasin Flats (Fernsehserie, Episode 3x07)
- 2007: Rabbit Fall – Finstere Geheimnisse (Rabbit Fall, Fernsehserie, Episode 1x05)
- 2016: Chasing Lear (Dokumentation)

### Produktion
- 2009: The Time Traveler (Fernsehfilm)
- 2016: Chasing Lear (Dokumentation)
- 2021: Back Home Again (Kurzfilm)